# Cloche de l'église de Néré
La cloche de l'église Saint-Pierre à Néré, une commune du département de la Charente-Maritime dans la région Nouvelle-Aquitaine en France, est une cloche de bronze datant de 1677. Elle a été classée monument historique au titre d'objet en 1942. 
Inscription : « I.H.MARIA. SAINT PIERRE ORA PRO NOBIS PARRAIN VALLENTIN DU RAYNYER DE DRAVET, CONSEILLER DU ROY, ABBE COMMANDATAIRE DES ABBAYES DE SAINTES IH MARIE MAGDELEINE AUMONIER ORDINAIRE DU ROY SEIGNEUR TEMPOREL ET SPIRITUEL DE LA CHASTELLEINE DE CHATEAU DUN ET DE SAINT JEAN D'ANGERI. PAX. CHAMBRE ABBATIALE DE LADITE ABBAYE DE SAINT JEAN BEIRE ET SEIGNEURIE PREVOTTALLE DE NEYRE. MESSIRE JEAN MAIGRE PRIEUR CURE DE NEYRE 1677 ».